# トリフルオロメタンスルホン酸銅(II)
トリフルオロメタンスルホン酸銅(II)（Copper(II) trifluoromethanesulfonate）または銅(II)トリフラート（Copper (II) triflate）は、トリフルオロメタンスルホン酸の銅(II) 塩である。1972年に初めて報告されたこの物質は強力なルイス酸である。ディールス・アルダー反応やシクロプロパン化反応（酢酸ロジウム(II)と同じような役割）といったいくつかの反応において触媒として使われる。